# Preso político
Un preso político o prisionero político es cualquier persona que pertenezca a un partido político o sector político, a la que se ponga bajo arresto, sin haber cometido un delito, sino porque sus ideas supongan un desafío o una amenaza para el sistema político establecido. Se distingue del preso de conciencia, que se caracteriza por el no empleo ni propugnación de la violencia.

## Definición
Según la Asamblea Parlamentaria del Consejo de Europa, un preso político debe considerarse como tal únicamente si:
1. La detención ha sido efectuada violando alguna de las garantías fundamentales establecidas en el Convenio Europeo de Derechos Humanos o cualquiera de sus protocolos. En particular, libertad de pensamiento, conciencia, religión, libertad de expresión o información, libertad de reunión o asociación.
2. La detención ha sido impuesta por razones puramente políticas sin conexión con ningún delito tipificado.
3. Por motivos políticos, la duración de la detención o sus condiciones son claramente desproporcionadas con respecto al delito del que se ha declarado culpable o se sospecha que fue cometido.
4. Por motivos políticos, el sujeto es detenido de manera discriminatoria en comparación con otras personas.
5. La detención es el resultado de procedimientos que fueron claramente injustos y esto pudiese estar relacionado con los motivos políticos de las autoridades.

## Interpretación
Puesto que las opiniones o actitudes no suelen ser objeto de legislación, suele ser difícil determinar exactamente quiénes son prisioneros políticos a partir de los cargos que se les imputan; una excepción la constituyen los acusados de traición o espionaje, que sin embargo no se cuentan generalmente como presos políticos. La condición de preso político, por lo tanto, suele ser objeto de disputas; muchos de los prisioneros considerados políticos por grupos activistas son calificados por los gobiernos a los que se oponen de "terroristas" o "subversivos".
En consecuencia, rara vez una autoridad estatal admite la existencia de presos políticos; los críticos del gobierno aducen que los procedimientos legales empleados están solamente diseñados para ocultar la condición de preso político. Esto puede incluir la invención de cargos criminales, o la negativa de beneficios concedidos a otros presos en situación semejante, así como la aplicación de poderes especiales, como el estado de excepción.
La legislación actual considera, por lo general, que la prisión por motivos políticos es una violación a los derechos humanos de libertad de conciencia y expresión. Organizaciones internacionales, como Amnistía Internacional, se movilizan en todo el mundo solicitando un juicio justo para los presos políticos.
Amnistía Internacional aboga solo por la liberación de los prisioneros de conciencia (PC), que son aquellas personas que son privadas de libertad por su procedencia étnica, tendencia sexual, creencia religiosa, origen nacional o social, u otras circunstancias, y no han utilizado la violencia ni abogado por ella. Para los presos políticos que hayan propugnado o utilizado la violencia, AI pide juicios justos.
Gobiernos de toda tipología (comunistas, fascistas, teocráticos, populistas o democráticos liberales) han detenido a prisioneros políticos. En la Unión Soviética, usaron diagnósticos psicológicos dudosos para detener a prisioneros políticos. En la Alemania nazi, prisioneros de noche y niebla fueron las primeras víctimas de la opresión fascista. Los gobiernos mismos en general niegan la existencia de prisioneros políticos en su país. Por ejemplo, durante la guerra de Vietnam, el gobierno de Vietnam del Sur negó que tuviera prisioneros políticos, a pesar de que aproximadamente 100.000 civiles estaban encarcelados en 41 complejos de detención. Estos incluyeron a miembros del Frente de Liberación Nacional (FLN), incluso a jefes de aldea, maestros, recaudadores de impuestos, carteros, personal médico, y muchos campesinos cuyos familiares eran miembros del FLN.
Los prisioneros políticos a veces exponen sus biografías de las experiencias vividas. Algunas de estas se han transformado en textos políticos de referencia.
El concepto de "preso político" no debe confundirse con el de "político preso", cuando una persona que se dedica a la política comete un acto que viola la ley vigente, en cuyo caso pasa a estar preso por los delitos cometidos, y no por su forma de pensar.